# Resolució 2098 del Consell de Seguretat de les Nacions Unides
La Resolució 2098 del Consell de Seguretat de les Nacions Unides fou adoptada per unanimitat el 28 de març de 2013. Preocupat per la situació a la República Democràtica del Congo, el Consell va autoritzar a la MONUSCO a formar una "brigada d'intervenció" amb la missió de desarmar i neutralitzar el Moviment 23 de març i altres grups armats a l'est del país, dins i fora del país. A més, el mandat de la MONUSCO es va ampliar fins al 31 de març de 2014.
Alguns països temien que "imposar la pau" comprometés la neutralitat de l'ONU i preferien enviar-hi una brigada independent amb tasques específiques, separades de la força de pau. Va ser la primera vegada que una força de pau va rebre tasques ofensives, tot i que es va afirmar clarament que això no era un precedent. La mateixa República Democràtica del Congo va donar suport a la resolució.